# Huub Kortekaas
Gerardus Leonardus Hubertus (Huub) Kortekaas ('s-Gravenzande, 17 juli 1935 – Winssen, 31 augustus 2024) was een Nederlands beeldend kunstenaar.

## Leven en werk
Kortekaas werd in 1935 in het Westland geboren als zoon van een tuinder. Aanvankelijk koos hij voor het beroep van onderwijzer. Als kunstenaar was hij autodidact. Zijn eerste beeld, van Erasmus, maakte hij op zijn vijfentwintigste, voor de universiteitsbibliotheek van Nijmegen. Op zijn dertigste koos hij definitief voor het beeldend kunstenaarschap.
Tussen 1960 en 1964 werkte hij in de Oude Toren in Winssen. In 1965 verhuisde hij naar kasteel Doddendaal in Ewijk. In dat jaar leerde Kortekaas de tuinarchitecte Adelheid van Swelm kennen en vanaf die tijd werkten ze nauw samen. Hun eerste van minstens vijf sculpturen in gemeente Beuningen, die zowel in de kerkdorpen Weurt, Ewijk, Winssen als in Beuningen zelf aanwezig zijn, dateert uit 1965. Vanaf hun huwelijk in 1969 traden zij naar buiten als het kunstenaarsduo Huub en Adelheid Kortekaas. Hun twee kinderen werden geboren op Doddendaal. In 1974 verhuisde het gezin naar Afferden. Vanaf 1978 woonde en werkte het paar in Winssen.
In de tijd dat ze, tot 1995, op het landgoed De Essenhof in Winssen woonden, ontwierpen zij The Spiritual Garden. Daarin bevinden zich vijf door buxus omheinde tuinvlakken die elk in het midden een kunstwerk dat het paar ontwierp tonen. Deze vijf kunstwerken beelden de vijf wereldreligies uit. Vanaf 1995 bouwde het kunstenaarsduo de Tempelhof in Winssen. Vanaf 2002 werkten zij daar aan de Universele Spirituele Tuin. Hierbij lieten zij zich inspireren door de symboliek van getallen. In de zesde tuin verrees langzaam de Tempel van de Universele Spiritualiteit, "waar alle religies samenvloeien tot één grote monumentale, open tempel", aldus Adelheid. Deze ongeveer één hectare grote, kunstzinnig gevormde buitenplaats in Winssen is sinds 2018 het jongste kunstwerk dat door de Rijksdienst voor het Cultureel Erfgoed (RCE) is opgenomen als Rijks Cultureel Erfgoed Monumentaal Interieur-ensembles. Sinds 2020 is zij ook opgenomen in het wereldwijde netwerk Iconic Houses.
Naast beide projecten maakte Kortekaas ook diverse beelden, die vaak zijn uitgevoerd in cortenstaal. Zo staat sinds juni 2007 langs de Veilingroute in Naaldwijk zijn beeld van een 'zittende engel' in de vorm van een plant die midden tussen de bedrijven in Honselerdijk in gemeente Westland uitrust op een omgekeerde bloempot. De afmetingen van dit beeld zijn 333 × 666 × 999 cm.
Filmmaker Pepeyn Langedijk maakte in 2005 en 2007 respectievelijk een documentaire en een korte film over het leven en werk van Huub Kortekaas. Op 13 mei 2016 toonde KRO-NCRV binnen het programma Binnenste Buiten landgoed De Essenhof met het huis, de tuinen en de vijf kunstwerken die de vijf wereldreligies uitbeelden. In 2022 wijdde de lokale omroep RN7 een televisiereportage aan leven en werken van het kunstenaarsduo.
Kortekaas overleed op 31 augustus 2024 op 89-jarige leeftijd.

## Fotogalerij

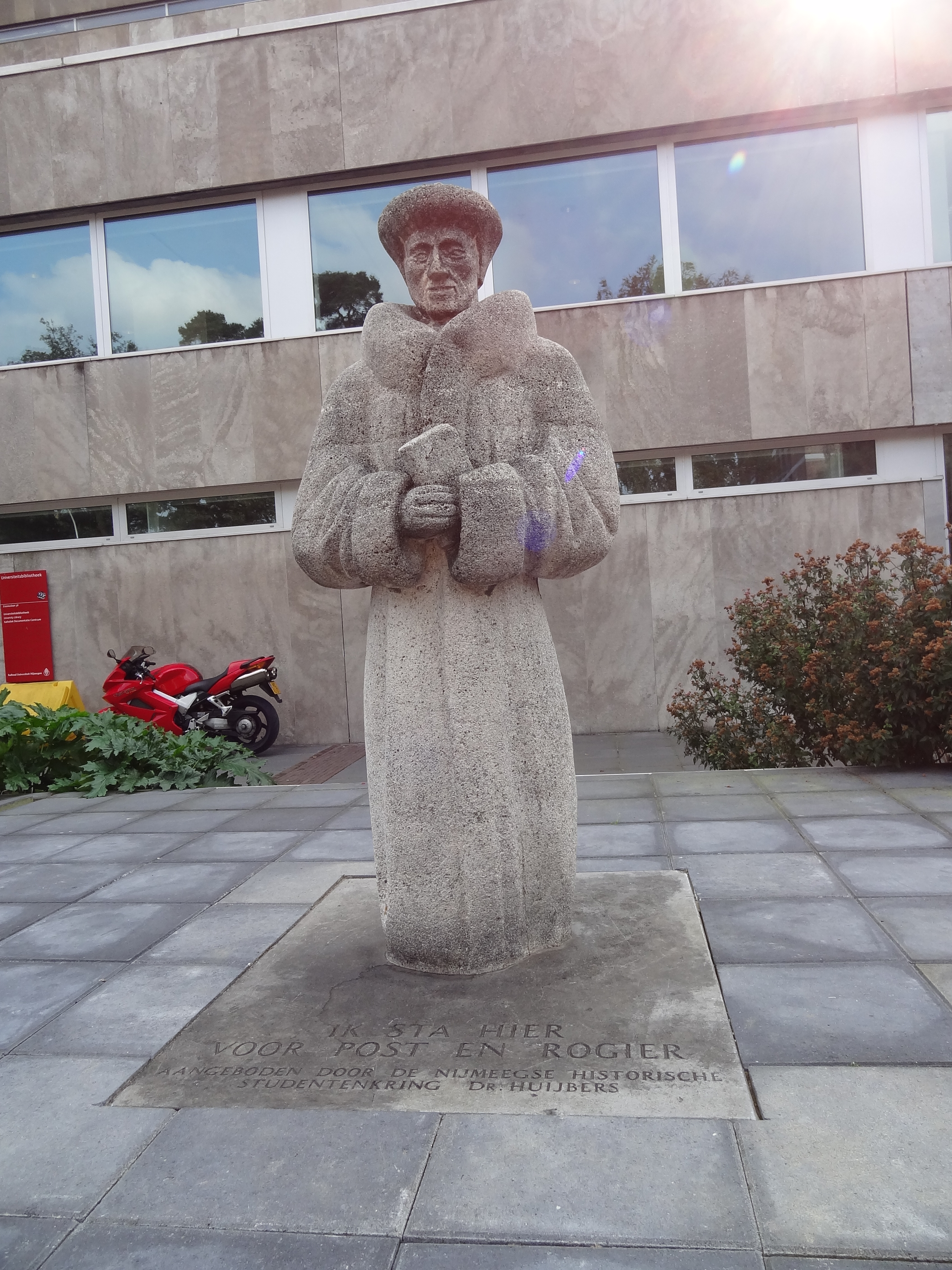
Erasmus (1960), Nijmegen
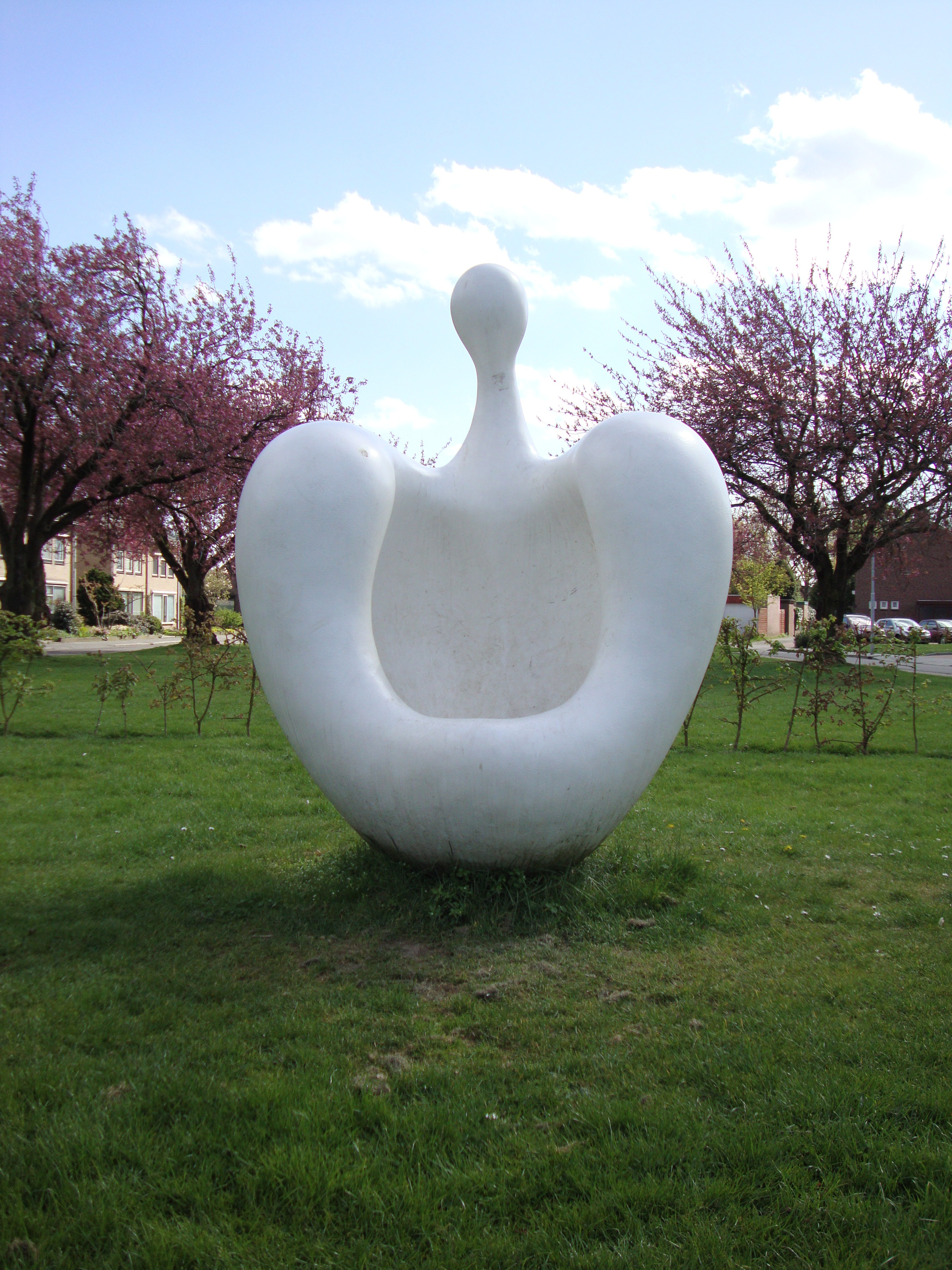
Moederschoot (1970), Weurt
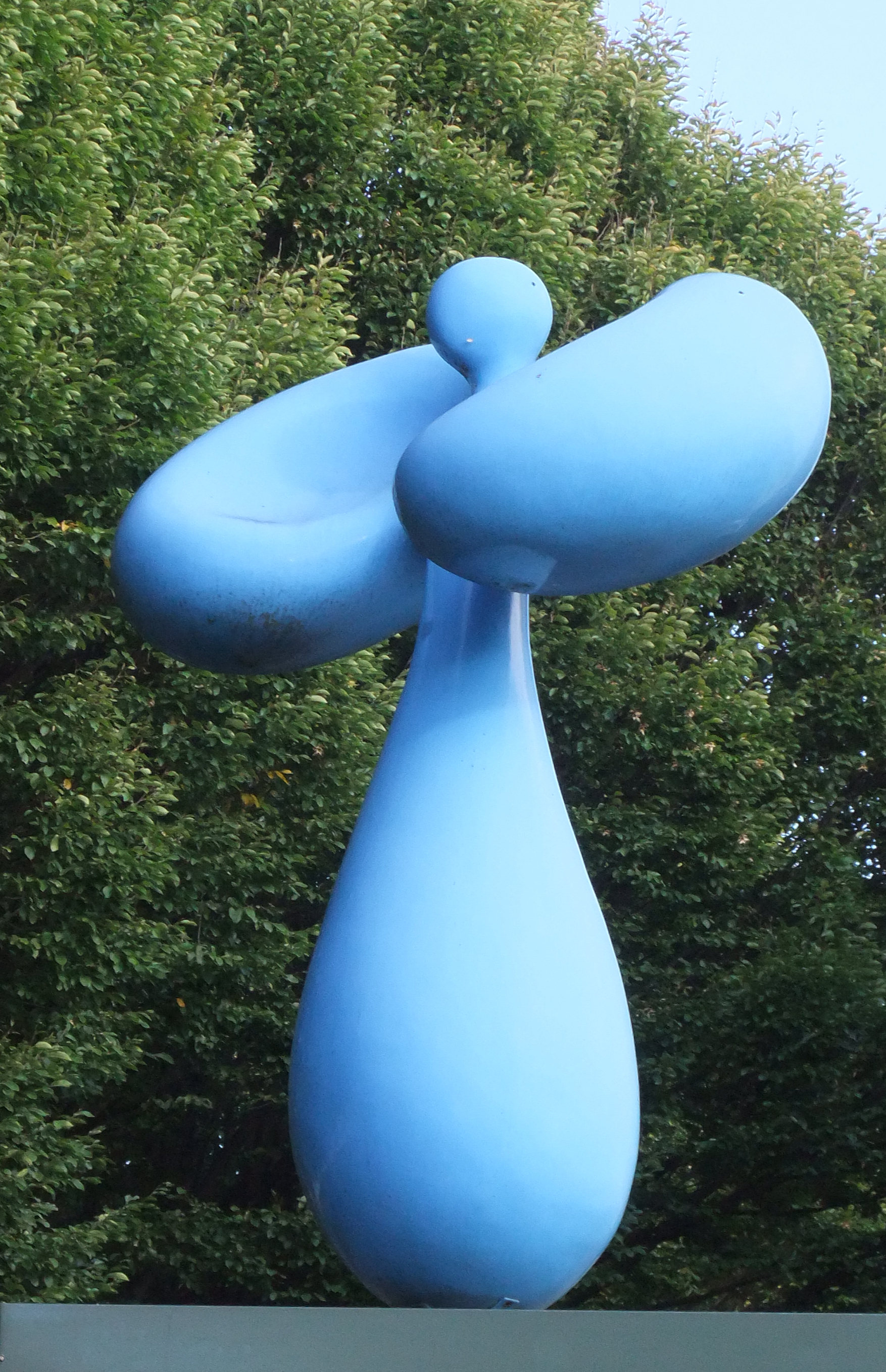
Engel (1971), Tiel
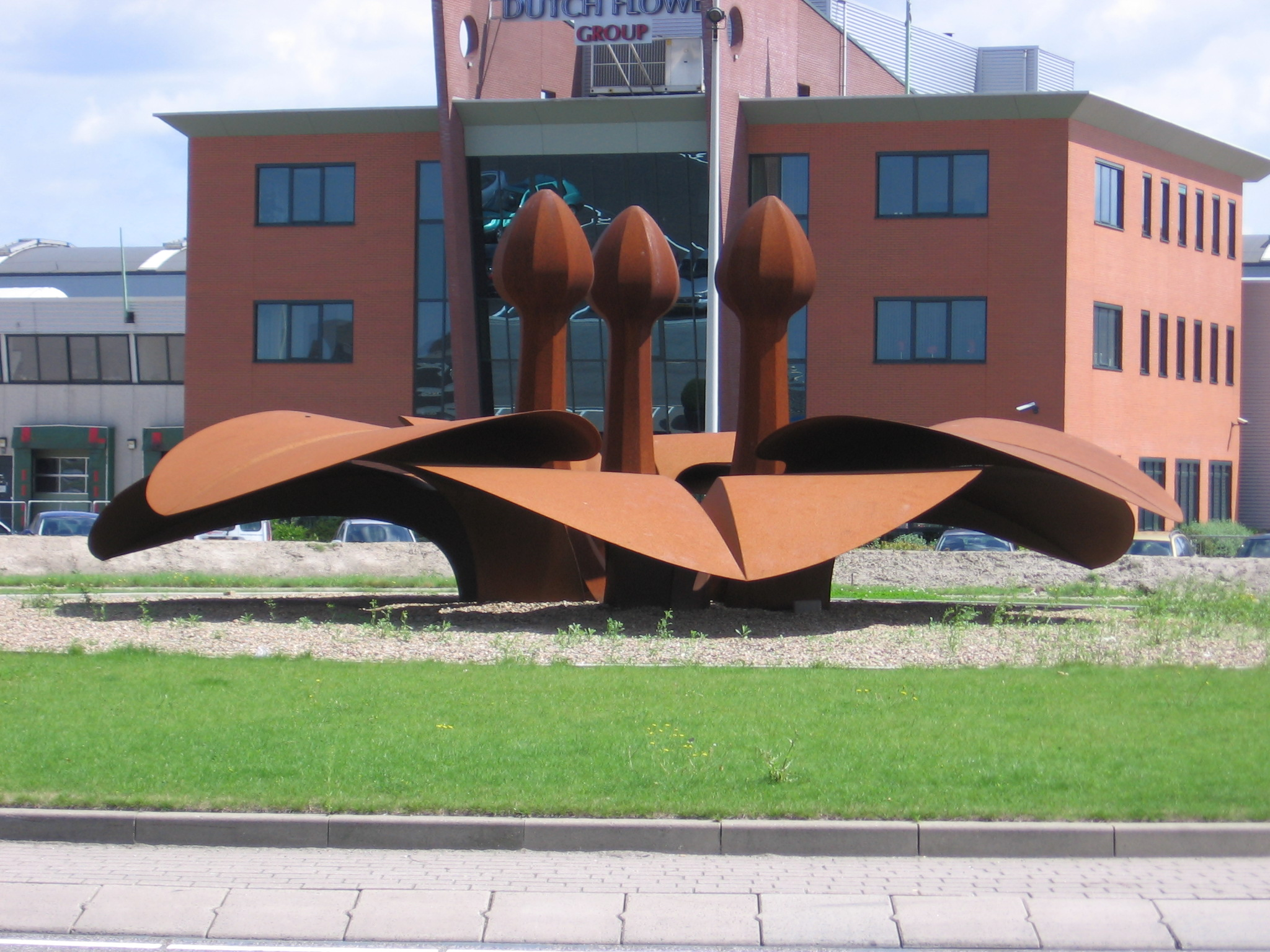
Worldflower (2002), Aalsmeer
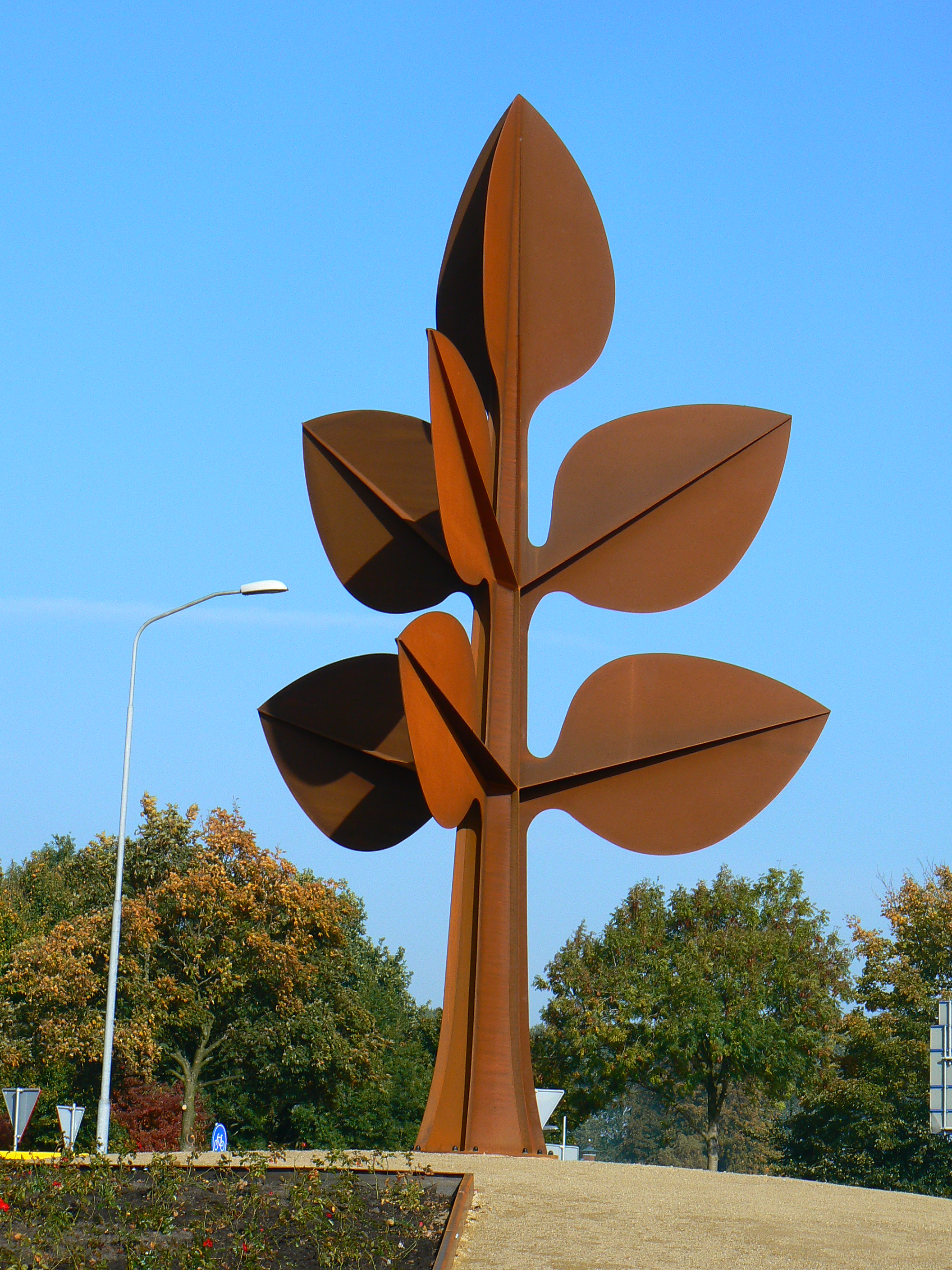
Rozenblad (2008), Winschoten

- Gemeinsame Normdatei: 128797045
- International Standard Name Identifier: 0000 0003 8273 8174
- Nederlandse Thesaurus van Auteursnamen: 156470454
- RKD-Nederlands Instituut voor Kunstgeschiedenis: 45972
- Union List of Artist Names: 500227430
- Virtual International Authority File: 266450644